# Vissza a városba
A Vissza a városba a Mini együttes első nagylemeze, mely a zenekar megalakulása után tíz évvel, 1978-ban jelent meg. A címadó dal már nem volt új, mivel pár évvel korábban már megjelent. A Fekete gép c. dal szintén sikeres lett.
A borítógrafika Gross Arnold rézkarca nyomán készült.

## Dalok
1. Fekete Gép (Németh Károly/Török Ádám)
2. Vissza a városba (Török Ádám)
3. Rakétaember (Németh Károly/Török Ádám)
4. Körbe-körbe (Németh Károly)
5. Héjatánc (Németh Alajos)
6. Vénuszdal (Németh Alajos/Török Ádám)
7. Hangok és jelek egy nem azonosított repülő tárgyról (Németh Alajos/Németh Károly/Török Ádám)
8. Játék-rock (Németh Alajos/Németh Károly/Török Ádám)

## Közreműködött
- Mini együttes
  - Török Ádám – ének, fuvola
  - Németh Károly – billentyűs hangszerek
  - Németh Alajos – basszusgitár
  - Balogh Jenő – dob, ütőhangszerek

## További információ
- Discogs